# Ачи и Сипак: Убойный дуэт
«Ачи и Сипак: Убойный дуэт» (кор. 아치와 씨팍; также Aachi & Ssipak в международном прокате) — южнокорейский мультипликационный фильм, созданный Чо Бомчжином. Премьера состоялась 28 июня 2006 года, фильм получил в целом положительные отзывы, но провалился в прокате, собрав всего 107 154 $. В России был впервые показан в рамках Пятого московского фестиваля аниме в ноябре 2006 года, в 2007 году был приглашён на Роттердамский кинофестиваль.

## Сюжет
В сюжете фильма описывается один из вариантов мира будущего, в котором больше не осталось источников энергии, но люди научились получать её из своих фекалий.
Правительство издало два закона, чтобы взять производство энергии полностью под свой контроль. Согласно первому закону в анус каждого гражданина встраивался микрочип, который был подключён к единой компьютерной системе и отслеживал валовой объём испражнений. По второму закону сразу после дефекации каждый гражданин получал специальный замороженный леденец-сосалку — «Джусибар». Они появились вскоре после того, как человечество научилось добывать энергию из своих экскрементов, так как испражнение стало проблемой и тогда был разработан специальный замороженный леденец-сосалка, который помогал испражняться, но вместе с тем вызывал чувство привыкания, действуя как наркотик. Вскоре появились и наркоманы, подсевшие на этот новый вид наркотика. Тогда же у Джусибара проявился его побочный эффект, из-за которого подсевшие на него люди начали превращаться в синих мутантов, неспособных испражняться, а значит и легально получать леденцы. Мутанты начали организовываться в банды и всеми способами пытаться заполучить себе как можно больше сосалок.
Одним из главных и самых доходных дел стала нелегальная торговля Джусибарами. Помимо банд мутантов, многие другие люди начали охоту за получением как можно большего количества этого продукта. Ачи и Сипак, уличные хулиганы, являются одними из них, они борются за выживание, грабя общественные туалеты, в кабинках которых встроены трубы для подачи леденцов, а затем продают полученные Джусибары на чёрном рынке. Однажды они знакомятся с девушкой, которая обладает необычным свойством: каждый раз, когда она сходит в туалет, система подачи Джусибара выдаёт ошибку и в кабинку туалета вместо одного леденца подаётся сразу огромное их количество. Объединившись, они становятся очень богаты, но охоту за ними начинает как правительство, так и банды.

## Роли озвучивали
| Актёр       | Роль                   |
| ----------- | ---------------------- |
| Ю Сынбом    | Ачи                    |
| Лим Чанчжон | Сипак                  |
| Хён Ён      | Красотка               |
| Син Хэчхоль | главарь банды мутантов |
| Ли Гюхва    | разные роли            |
| Ли Гюхён    | разные роли            |
| О Инъён     | разные роли            |
| Со Хечжон   | разные роли            |

## Производство
В 2001 году Чо Бомчжин выложил в интернет трёхминутный отрывок мультфильма как анонс всей своей картины. Мультфильм планировалось выпустить уже к концу 2002 года, но выход был задержан, так как после провала в прокате таких многообещающих картин как «Страна фантазий» и «Фантастические дни» многие инвесторы отказались от финансирования проекта из-за финансовых рисков, а съёмочная группа прекратила свою работу почти что на год. В результате картина вышла на экраны только в 2006 году.